# یواس‌اس هالی (ای‌ان-۱۹)
یواس‌اس هالی (ای‌ان-۱۹) (به انگلیسی: USS Holly (AN-19)) یک کشتی است که طول آن 163' 2" می‌باشد. این کشتی در سال ۱۹۴۱ ساخته شد.